# Benet VI
Benet VI (Roma, ? – juny de 974) va ser Papa de l'Església Catòlica del 19 de gener del 973 fins a la seva mort, el juny de 974. El seu breu pontificat va tenir lloc en el context de l'establiment del Sacre Imperi Romanogermànic, durant la transició entre els regnats dels emperadors alemanys Otó I i Otó II, que incorporen a la lluita pel poder algunes famílies aristocràtiques romanes, com el Crescentii i Túsculum.

## Primers anys
Fill d'un home anomenat Hildebrant, Benet VI va néixer a Roma en una regió anomenada Sub Capitolio, en el que fou l'antiga regió 8 de la Roma d'August. Benet VI va ser escollit papa quan era cardenal diaca de San Teodoro.
A la mort del papa Joan XIII, el setembre del 972, la major part dels electors que es van adherir a la facció imperial van escollir Benet per a ser el seu successor. Ell no va ser consagrat fins al gener del 973 a causa de la necessitat d'obtenir l'aprovació de l'Emperador del Sacre Imperi Romanogermànic, Otó I. Protegit per Otto I, Benet va ser vist com un titella de l'emperador per l'aristocràcia romana local, disgustats amb el domini de l'emperador tant en els afers civils com eclesiàstics.

## Pontificat
Es conserven poques dades del regnat de Benet com a papa. Hi ha una carta datada durant el seu regnat del bisbe de Passau Piligrim demanant que li concedís un pal·li i el fes bisbe per a poder continuar la seva missió de convertir el poble Magiar al cristianisme. No obstant això, la resposta de Benet es considera que és una falsificació.
També és conegut per haver confirmat els privilegis adquirits per alguns monestirs i esglésies. A petició del rei Lotari I de França i la seva dona, Benet va col·locar el monestir de Blandin sota protecció papal. També hi ha una butlla papal de Benet, on l'arquebisbe de Salzburg, Frederick, i els seus successors són nomenats vicaris papals de les províncies Pannònia i el Nòric de l'Imperi Romà, però l'autenticitat d'aquesta butlla també es discuteix.
Otó I va morir poc després de l'elecció de Benet VI, l'any 973, i sota el poder d'Otó II va tenir problemes amb la noblesa emergent alemanya. Amb el nou emperador tan distret, una facció de la noblesa romana es va oposar a la interferència dels emperadors alemanys als afers romans, i va aprofitar l'oportunitat per actuar contra Benet VI. Liderats per Crescenci I i el cardenal Deacon Franco Ferrucci, que havia estat el candidat preferit de la facció antialemanya, Benet va ser empresonat al juny del 974 al Castell de Sant Angelo, en aquest temps un bastió dels Crescensi. Ferrucci va ser proclamat nou com a nou papa, prenent el nom de Bonifaci VII.
En assabentar-se de la derrota de Benet XVI, Otó II va enviar un representant imperial, el comte Sicco, per exigir el seu alliberament. Poc disposat a renunciar, Bonifaci va demanar a un sacerdot anomenat Stephen que assassinés a Benet mentre era a la presó, estrangunant-lo fins a la mort.
Benet va ser succeït, quan l'antipapa Bonifaci VII va ser derrocat pel papa Benet VII.